# Heinrich Mundlos

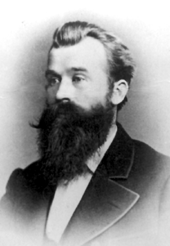
Heinrich Mundlos

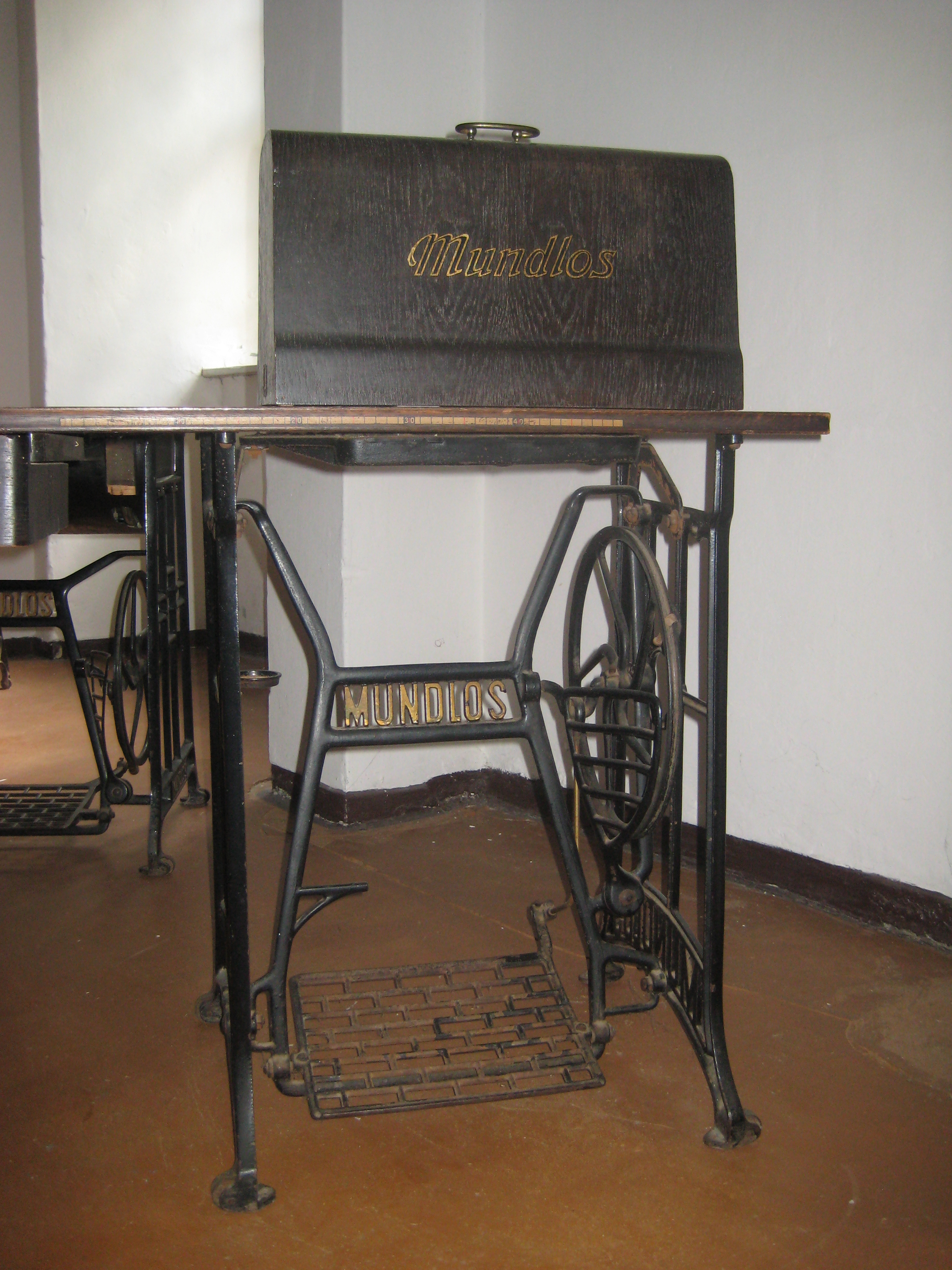
Mundlos-Nähmaschine aus der Sammlung im Kloster Hedersleben

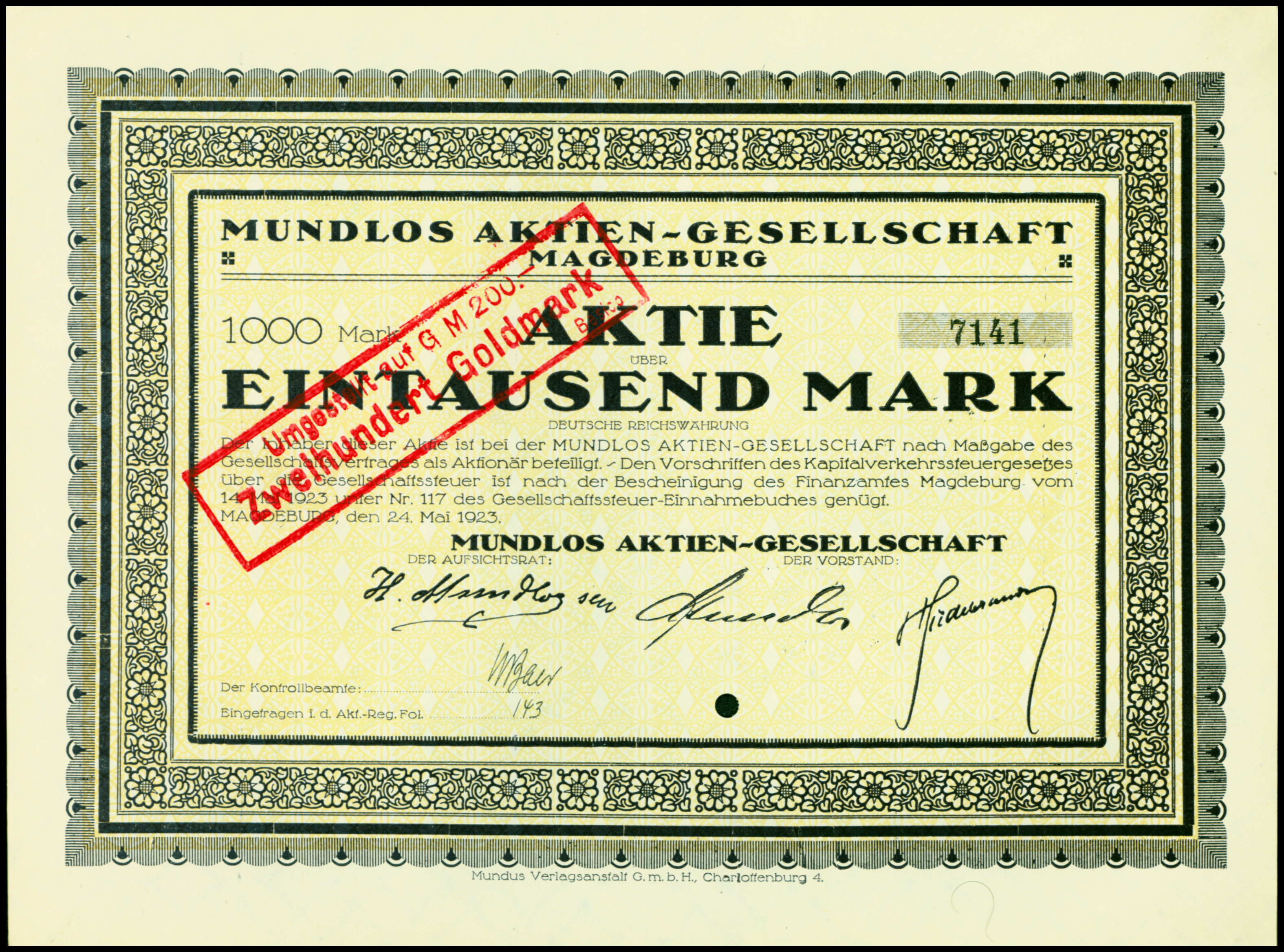
Aktie über 1000 Mark der Mundlos AG vom 24. Mai 1923

Heinrich Mundlos (* 23. Dezember 1836 in Barby; † 27. April 1928 in Magdeburg; vollständiger Name Friedrich Heinrich August Mundlos) war ein deutscher Unternehmer und Erfinder, der als Nähmaschinenfabrikant wirkte.

## Leben
Heinrich Mundlos wurde als Sohn des Schuhmachermeisters Friedrich Mathias Mundlos geboren. Er erlernte zunächst das Schusterhandwerk und ging auf Wanderschaft durch Deutschland. Er wandte sich dann der Metallbearbeitung zu und erlernte dieses Handwerk in Berlin, Dresden, Königsberg und Magdeburg. 1863 gründete er zusammen mit Hermann Schulz in Magdeburg eine Nähmaschinenfabrik. Zunächst orientierten sich das Unternehmen Mundlos & Schulz am System der Singer-Nähmaschinen, später an dem des US-Amerikaners Elias Howe. 1874 schied Mundlos’ Partner aus, und er führte das Unternehmen allein weiter, bis 1876 sein neuer Kompagnon, Rudolf Arendt eintrat. Sechs Jahre später kam die erste von Mundlos selbst konstruierte, sehr leichtgängige Nähmaschine unter der Marke Victoria heraus und verhalf dem Unternehmen zum Durchbruch. Arendt, der zunächst nur Vertreter, ab 1882 Teilhaber war, kümmerte sich um den internationalen Markt. Neben Nähmaschinen aller Größen wurden auch Wring- und Waschmaschinen in Europa und bis nach Russland vertrieben. 1884 bezog das Unternehmen seinen neuen Standort auf dem Grundstück Lübecker Straße 8 in Magdeburg. Um 1890 wurde das Sortiment auf fünf Nähmaschinengrößen erweitert.
1901 kam die erste Ringschiffmaschine auf den Markt, die eine ergiebigere Spulengröße ermöglichte. Das Produktionsprogramm umfasste nun elf verschiedene Maschinen. 1910 wurde der patentrechtlich geschützte „Schnellläufer“ entwickelt. Zu diesem Zeitpunkt exportierte das Unternehmen bereits bis nach Asien und Südamerika. Erfindungen wie eine halbautomatische Lochstickmaschine und eine Knopflochnähmaschine in den Jahren 1913 und 1914 stärkten die Position des Unternehmens weiter. Nachdem Arendt 1918 gestorben war, wandelte Mundlos es 1920 in eine Aktiengesellschaft um und übernahm in hohem Alter den Vorsitz des Aufsichtsrats. Familienangehörige Arendts und Mundlos’ hatten wichtige Positionen inne. 1925 kam die Schnellnäh-Zickzackmaschine auf den Markt, die sich schnell im Bereich der Privathaushalte durchsetzte, 1927 die erste elektrisch angetriebene Gewerbenähmaschine. Als Mundlos starb, waren etwa 1300 Mitarbeiter beschäftigt. Bis zum Beginn des Zweiten Weltkriegs florierte das Unternehmen weiter, dann wurde sie zur Lieferung rüstungswichtiger Elemente aus dem Bereich der Holz- und Metallverarbeitung verpflichtet. Am 16. Januar 1945 fielen der größte Teil der Fabrikanlagen sowie das unternehmenseigene Museum einem Bombenangriff zum Opfer; was erhalten blieb, wurde als Reparationsleistung in die Sowjetunion transportiert.

## Ehrung
Die Stadt Magdeburg benannte zu seinen Ehren eine Straße auf dem ehemaligen Werksgelände als Heinrich-Mundlos-Ring.